# Škoda Superb
Škoda Superb är en större bilmodell från Škoda Auto som presenterades på Frankfurtmässan 2001. Namnet Superb togs från en storbil från förr. Första och andra generationen av Superb bygger på en 10 cm förlängd version av Volkswagen Passat, som tillverkades i Kina. Modellen har också använts som statslimousin i Tjeckien. Den tredje generationen av Superb presenterades 2015 och baseras på MQB-plattformen.

## Första generationen
Superb lanserades i Sverige under våren 2002 och modellen baseras på Volkswagens plattform B5 PL45+. 
Škoda Superb klarade fyra stjärnor i Euro NCAPs krocktest, men fick dåligt betyg avseende fotgängarskydd. 2005 infördes fällbart ryggstöd till baksätet vilket gav ett mer flexibelt lastutrymme med möjlighet till lång last. Första generationen finns bara tillgänglig som sedan.
Superb fick en ansiktslyftning år 2006. Förändringarna omfattade kylargallret, strålkastarna samt att lampan för körriktningsvisaren flyttades från karossen till sidospegeln.

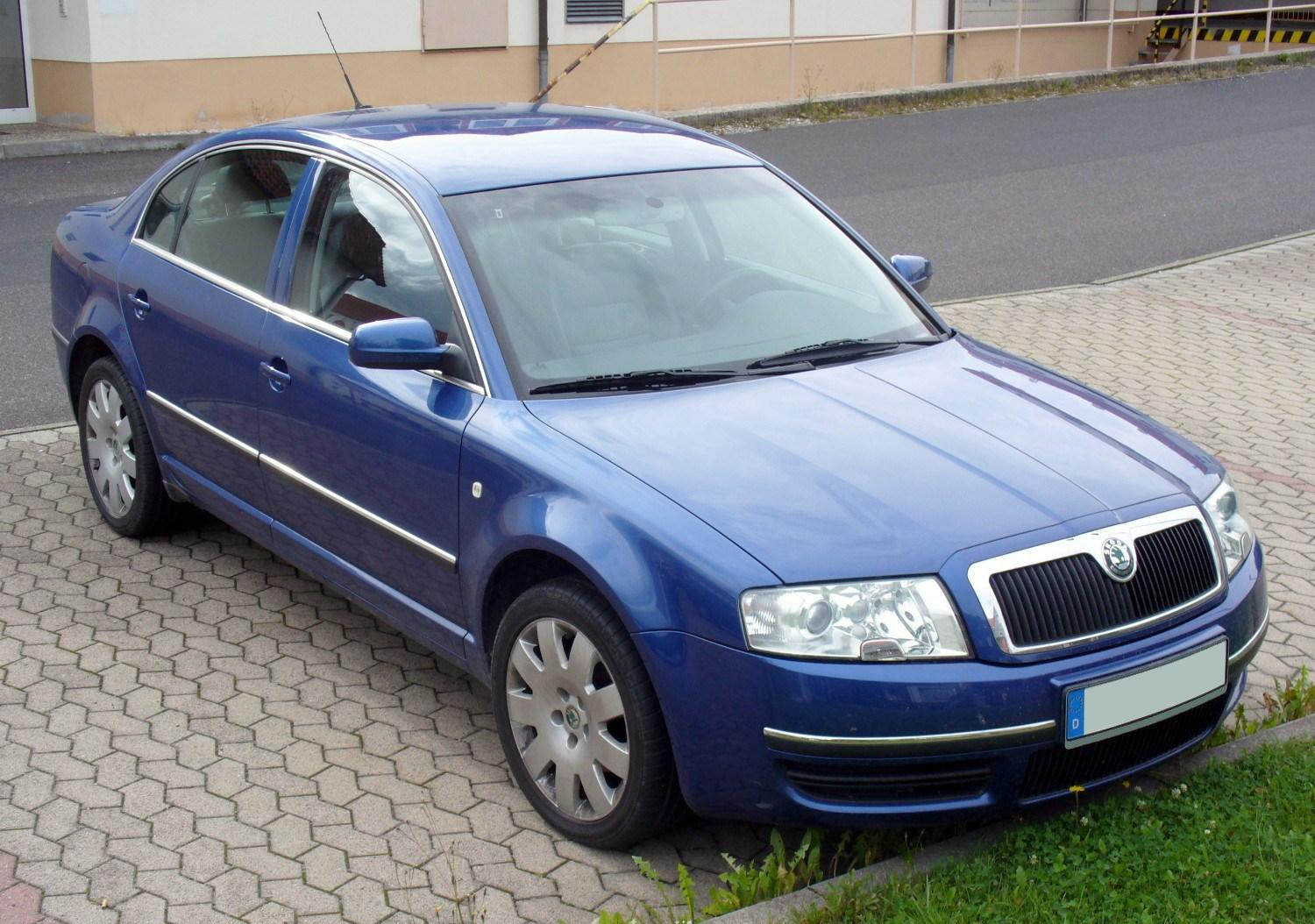
Škoda Superb, första generationen.

### Motorer
Motorerna, som finns både som bensin och diesel, är av samma typ som används i modeller från Volkswagen.
| Modell  | Årsmodell | Motor                   | Cylindervolym | Effekt | Vridmoment | Bränslesystem             |
| ------- | --------- | ----------------------- | ------------- | ------ | ---------- | ------------------------- |
| 1.8 T   | 2002-2008 | 4-cyl radmotor DOHC 20V | 1781 cm³      | 150 hk | 210 Nm     | Bränsleinsprutning, turbo |
| 2.0     | 2002-2008 | 4-cyl radmotor SOHC 8V  | 1984 cm³      | 115 hk | 172 Nm     | Bränsleinsprutning        |
| 2.8 V6  | 2002-2008 | V6-motor DOHC 30V       | 2771 cm³      | 193 hk | 280 Nm     | Bränsleinsprutning        |
| 1.9 TDI | 2002-2005 | 4-cyl radmotor SOHC 8V  | 1896 cm³      | 100 hk | 250 Nm     | Turbodiesel               |
| 1.9 TDI | 2006      | 4-cyl radmotor SOHC 8V  | 1896 cm³      | 105 hk | 250 Nm     | Turbodiesel               |
| 1.9 TDI | 2007-2008 | 4-cyl radmotor SOHC 8V  | 1896 cm³      | 115 hk | 250 Nm     | Turbodiesel               |
| 1.9 TDI | 2002-2006 | 4-cyl radmotor SOHC 8V  | 1896 cm³      | 130 hk | 285/310 Nm | Turbodiesel               |
| 2.0 TDI | 2006-2008 | 4-cyl radmotor SOHC 8V  | 1968 cm³      | 140 hk | 320 Nm     | Turbodiesel               |
| 2.5 TDI | 2002-2004 | V6-motor DOHC 24V       | 2496 cm³      | 155 hk | 310 Nm     | Turbodiesel               |
| 2.5 TDI | 2005-2007 | V6-motor DOHC 24V       | 2496 cm³      | 163 hk | 350 Nm     | Turbodiesel               |

## Andra generationen
På Genèvesalongen mars 2008 visades den andra generationen Superb, som är baserad på Octavia, men förlängd för att få bättre innerutrymmen. En finess är bakluckan som kan öppnas som på en sedan men med ett knapptryck förvandlas bilen till halvkombi med stort lastutrymme. Bilen har tvärställd motor och rymligare innerutrymmen än föregångaren. Bilen finns med flera motoralternativ, varav det minsta är 1,4 TSI, på 125 hk. Det finns också en större 1,8 liters bensinmotor på 160 hk och till att börja med en diesel på 140 hk. Bilen erbjuds även med fyrhjulsdrift och DSG-växellåda. Škoda Superb har fått fem stjärnor i Euro-NCAPs krocktest.[källa behövs]

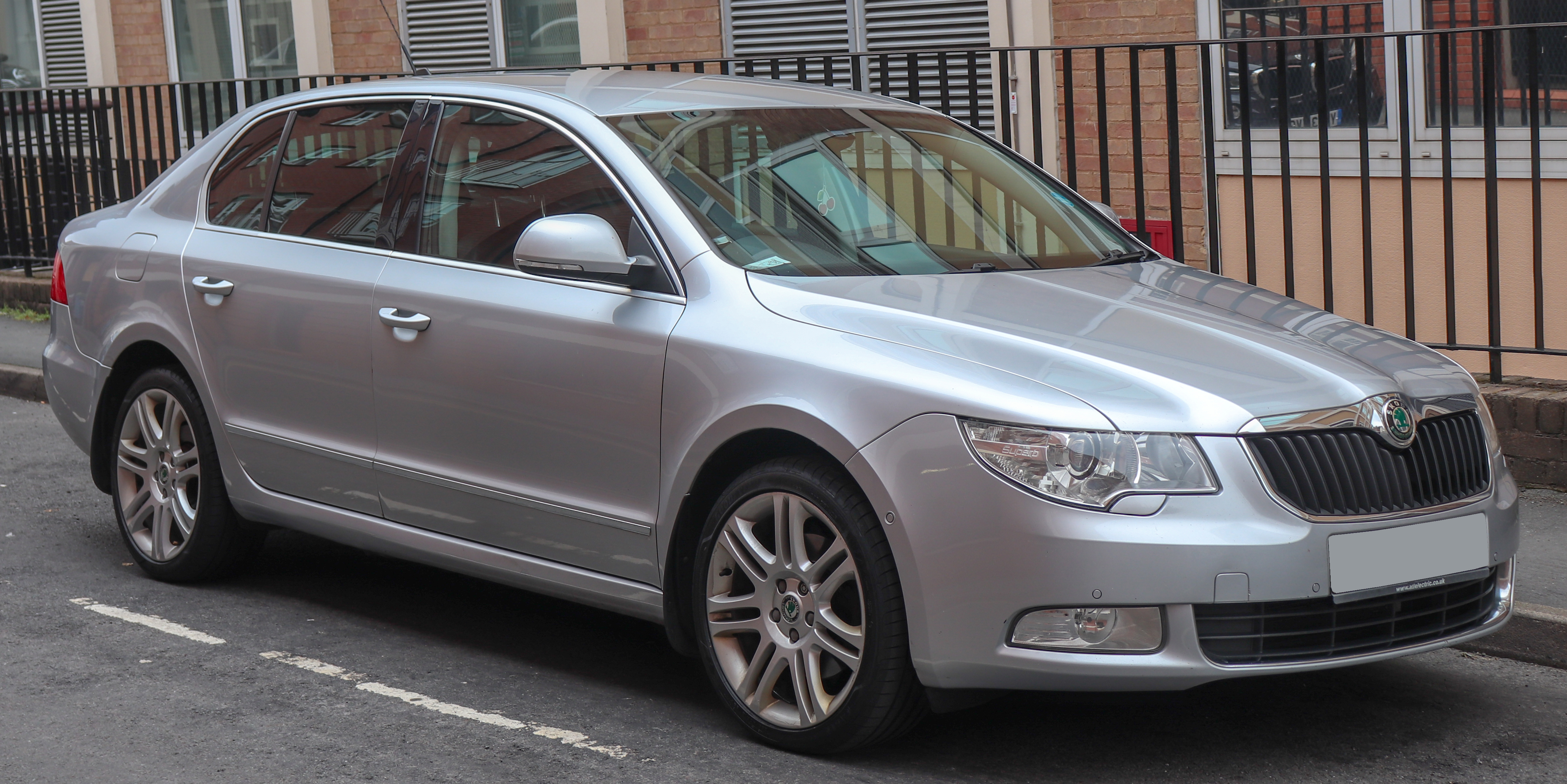
Andra generationen Superb.

I september 2009 visades kombiversionen av Škoda Superb. Designen påminner om Octavia. Även kombimodellen finns med fyrhjulsdrift och till vissa motorer även DSG-växellåda. Motorprogrammet följer sedanen.

### Motorer
| Modell     | Årsmodell | Motor                   | Cylindervolym | Effekt | Vridmoment | Bränslesystem            |
| ---------- | --------- | ----------------------- | ------------- | ------ | ---------- | ------------------------ |
| 1.4 TSI    | 2009-     | 4-cyl radmotor DOHC 16V | 1390 cm³      | 125 hk | 200 Nm     | Direktinsprutning, turbo |
| 1.8 TSI    | 2009-     | 4-cyl radmotor DOHC 16V | 1798 cm³      | 152 hk | 250 Nm     | Direktinsprutning, turbo |
| 1.8 TSI    | 2009-     | 4-cyl radmotor DOHC 16V | 1798 cm³      | 160 hk | 250 Nm     | Direktinsprutning, turbo |
| 2.0 TSI    | 2011-     | 4-cyl radmotor DOHC 16V | 1984 cm³      | 200 hk | 280 Nm     | Direktinsprutning, turbo |
| 3.6 FSI    | 2009-     | V6-motor DOHC 24V       | 3600 cm³      | 260 hk | 350 Nm     | Direktinsprutning        |
| 1.6 TDI CR | 2011-     | 4-cyl radmotor DOHC 16V | 1598 cm³      | 105 hk | 250 Nm     | Turbodiesel              |
| 1.9 TDI    | 2009-2010 | 4-cyl radmotor SOHC 8V  | 1896 cm³      | 105 hk | 250 Nm     | Turbodiesel              |
| 2.0 TDI    | 2009-2010 | 4-cyl radmotor SOHC 8V  | 1968 cm³      | 140 hk | 320 Nm     | Turbodiesel              |
| 2.0 TDI CR | 2011-     | 4-cyl radmotor DOHC 16V | 1968 cm³      | 140 hk | 320 Nm     | Turbodiesel              |
| 2.0 TDI CR | 2009-     | 4-cyl radmotor DOHC 16V | 1968 cm³      | 170 hk | 350 Nm     | Turbodiesel              |

## Tredje generationen

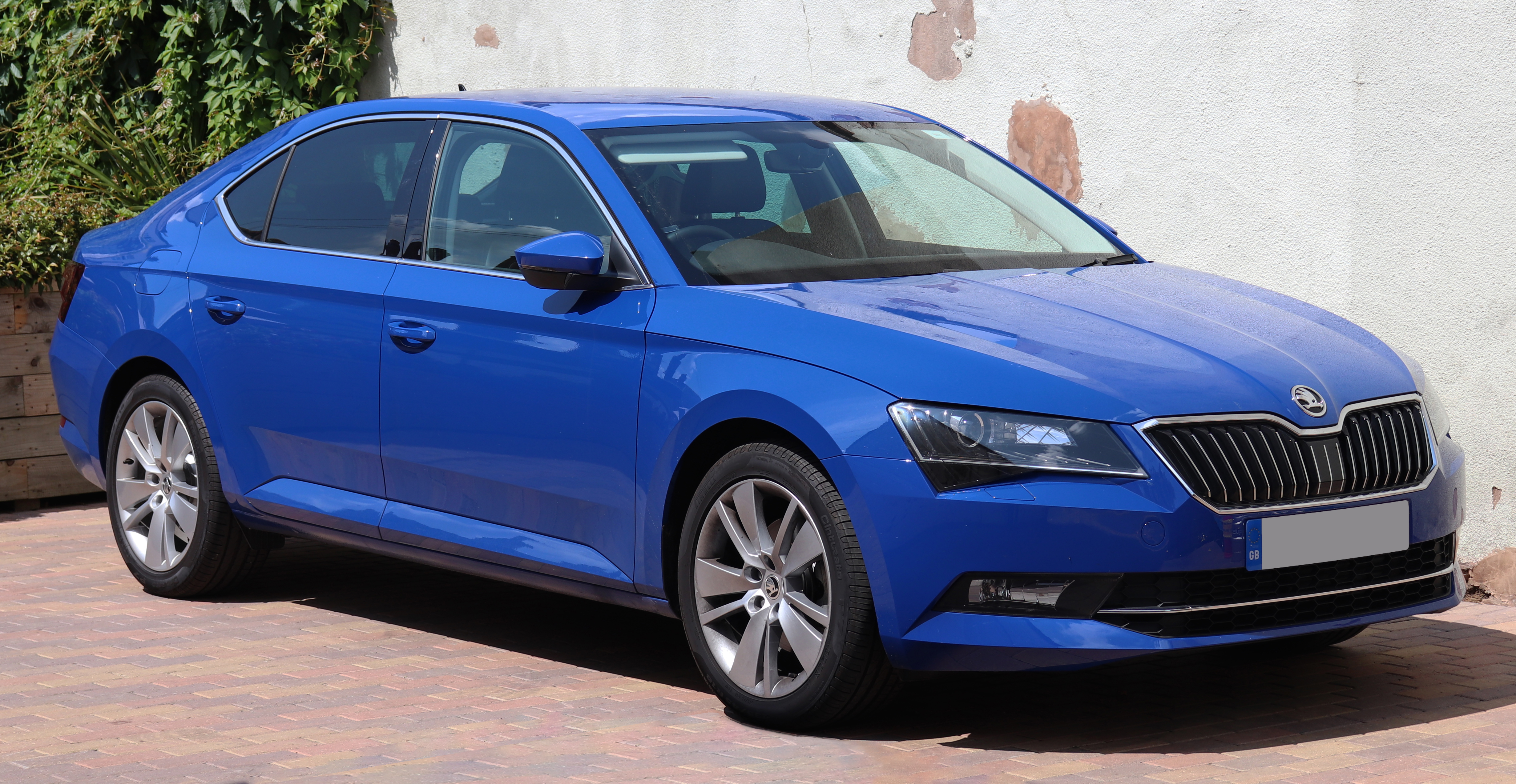
Tredje generationens Superb.

Superb i tredje generationen visades upp vid den internationella bilsalongen i Genève i februari 2015. Nya Superb är större än föregångaren. Superb fick fem stjärnor i Euro NCAP:s krocktest.